# Старое Песьяное
Ста́рое Песья́ное — метеорит, упавший 2 или 3 октября 1933 года на территории Челябинской области (ныне — Варгашинский район Курганской области).
Пролетев над городом Челябинск, метеорит закончил свой путь в северной части села Старое Песьяное, по которому и был назван. Он взорвался в воздухе и выпал метеоритным дождём, при этом захватив частично расположенное к западу от села усыхающее озеро Маньяс.